# Dyffryn Cennen
Dyffryn Cennen è un centro abitato del Galles, situato nella contea del Carmarthenshire.